# フェアフィールド郡区 (アイオワ州シーダー郡)
フェアフィールド郡区は、アメリカ合衆国、アイオワ州、シーダー郡にある17の郡区の一つである。2000年の国勢調査で、人口は268人だった。

## 地理
フェアフィールド郡区は、79.6平方キロメートル（30.74平方マイル)で、組み込まれた自治体(incorporated settlements)はない。